# Бедик Микола-Володимир Степанович
Мико́ла-Володи́мир Степа́нович Бе́дик (1 серпня 1998, Львів — 24 січня 2023, околиці Бахмуту, Донецька область) — солдат Збройних сил України, учасник російсько-української війни.

## Життєпис
Народився 1 серпня 1998 в місті Львів. Навчався у середній загальноосвітній школі № 99 міста Львова. Навчався у «Львівському вищому професійному училищі комп'ютерних технологій та будівництва». Перебуваючи в Польщі, здобув фах машиніста-оператора дорожньо-будівельних машин та працював у місцевій компанії «BUDPOL».
Із початком повномасштабного вторгнення добровільно повернувся з-за кордону та вступив до територіальної оборони. Згодом приєднався до лав 3-ї окремої штурмової бригади Сухопутних військ Збройних Сил України (колишній окремий полк спеціального призначення «Азов»). Виконував бойові завдання із захисту державного суверенітету та незалежності на східному напрямку. Спершу був артилеристом, але потім став штурмовиком.

## Загибель
Загинув 24 січня 2023 на околицях Бахмуту. Похорон відбувся 17 травня 2023. Похований на Личаківському кладовищі.

## Нагороди
- 28 вересня 2023 нагороджений орденом «За мужність» ІІІ ступеня[3]. Залишилися батьки та молодший брат.